# Parapenaeon takii
Parapenaeon takii är en kräftdjursart som först beskrevs av Sueo M. Shiino 1950.  Parapenaeon takii ingår i släktet Parapenaeon och familjen Bopyridae. Inga underarter finns listade i Catalogue of Life.